# Oscar-díj a legjobb rendezőnek
A legjobb rendezőnek járó Oscar-díjat az amerikai Filmművészeti és Filmtudományi Akadémia minden évben az előző év legjobb rendezésért ítéli oda. Az Akadémia öt jelölt közül választja ki az adott év díjazottját. Az első néhány Oscar-gálán, 1929-től kezdődően, a legjobb rendező díjára a jelölés az előző két év periódusából történt.
2011-es adatok szerint az akkori 77 díjazottból 20 kivételével valamennyien olyan filmekért kapták az Oscart, amelyek elnyerték a legjobb film díját is.
A legtöbb, négy alkalommal John Ford érdemelte ki az elismerést. Őt követi három díjjal Frank Capra és William Wyler. Wylert jelölték a legtöbbször a díjra, összesen tizenkét alkalommal.
Bár a díjazottak listája többnyire egybeesik a legsikeresebb és legtehetségesebb rendezőkével, akad néhány kivétel: Stanley Kubrick, Orson Welles, Federico Fellini vagy Alfred Hitchcock soha sem kapott rendezői Oscar-díjat.

## Győztesek és jelöltek
A kialakult gyakorlat szerint a filmek a megjelenés dátuma szerint kerülnek listázásra: például az „1999 legjobb rendezője” Oscar-díját a 2000-es díjosztó ceremónián hirdették ki. Az alábbi listában minden évnél az első helyen a győztes áll, őt követi a többi jelölt.

### 1920-as évek
Az első évben rendezés szerint különválasztották a filmdráma és filmvígjáték kategóriáját.

| 1927/28 (1. gála)              |                       |                     |       |
| Frank Borzage (filmdráma)      | A hetedik mennyország | 7th Heaven          | [ 5 ] |
| Herbert Brenon (filmdráma)     |                       | Sorrell and Son     | [ 5 ] |
| King Vidor (filmdráma)         |                       | The Crowd           | [ 5 ] |
|                                |                       |                     | [ 5 ] |
| Lewis Milestone (filmvígjáték) | Két arab lovag        | Two Arabian Knights | [ 5 ] |
| Charlie Chaplin (filmvígjáték) | Cirkusz               | The Circus          | [ 5 ] |
| Ted Wilde (filmvígjáték)       | Rohanás               | Speedy              | [ 5 ] |
| 1928/29 (2. gála)              |                       |                     | [ 5 ] |
| Frank Lloyd                    |                       | The Divine Lady     | [ 6 ] |
| Lionel Barrymore               |                       | Madame X            | [ 6 ] |
| Harry Beaumont                 |                       | The Broadway Melody | [ 6 ] |
| Irving Cummings                |                       | In Old Arizona      | [ 6 ] |
| Frank Lloyd                    |                       | Weary River         | [ 6 ] |
| Frank Lloyd                    | Drag                  |                     | [ 6 ] |
| Ernst Lubitsch                 |                       | The Patriot         | [ 6 ] |

### 1930-as évek
| 1929/30 (3. gála)   |                                             |                                |        |
| Lewis Milestone     | Nyugaton a helyzet változatlan              | All Quiet on the Western Front | [ 7 ]  |
| Clarence Brown      |                                             | Anna Christie                  | [ 7 ]  |
| Clarence Brown      | Romance                                     |                                | [ 7 ]  |
| Robert Z. Leonard   | Ex-feleség                                  | The Divorcee                   | [ 7 ]  |
| Ernst Lubitsch      |                                             | The Love Parade                | [ 7 ]  |
| King Vidor          |                                             | Hallelujah                     | [ 7 ]  |
| 1930/31 (4. gála)   |                                             |                                |        |
| Norman Taurog       |                                             | Skippy                         | [ 8 ]  |
| Clarence Brown      | Egy szabad lélek                            | A Free Soul                    | [ 8 ]  |
| Lewis Milestone     | Címlapsztori                                | The Front Page                 | [ 8 ]  |
| Wesley Ruggles      |                                             | Cimarron                       | [ 8 ]  |
| Josef von Sternberg | Marokkó                                     | Morocco                        | [ 8 ]  |
| 1931/32 (5. gála)   |                                             |                                |        |
| Frank Borzage       | Rossz lány                                  | Bad Girl                       | [ 9 ]  |
| King Vidor          | A bajnok                                    | The Champ                      | [ 9 ]  |
| Josef von Sternberg |                                             | Shanghai Express               | [ 9 ]  |
| 1932/33 (6. gála)   |                                             |                                |        |
| Frank Lloyd         | Kavalkád                                    | Cavalcade                      | [ 10 ] |
| Frank Capra         | Lady egy napra                              | Lady for a Day                 | [ 10 ] |
| George Cukor        | Fiatal asszonyok                            | Little Women                   | [ 10 ] |
| 1934 (7. gála)      |                                             |                                |        |
| Frank Capra         | Ez történt egy éjszaka                      | It Happened One Night          | [ 11 ] |
| Victor Schertzinger | Csak nekem dalolj                           | One Night of Love              | [ 11 ] |
| W. S. Van Dyke      | A cingár férfi (Tetemrehívás)               | The Thin Man                   | [ 11 ] |
| 1935 (8. gála)      |                                             |                                |        |
| John Ford           | A besúgó                                    | The Informer                   | [ 12 ] |
| Kertész Mihály      | Blood kapitány (nem hivatalos jelölés)      | Captain Blood                  | [ 12 ] |
| Henry Hathaway      | A hindu lándzsás                            | The Lives of a Bengal Lancer   | [ 12 ] |
| Frank Lloyd         | Lázadás a Bountyn                           | Mutiny on the Bounty           | [ 12 ] |
| 1936 (9. gála)      |                                             |                                |        |
| Frank Capra         | Váratlan örökség                            | Mr. Deeds Goes to Town         | [ 13 ] |
| Gregory La Cava     | Godfrey, a lakáj                            | My Man Godfrey                 | [ 13 ] |
| Robert Z. Leonard   | A nagy Ziegfeld                             | The Great Ziegfeld             | [ 13 ] |
| W. S. Van Dyke      | San Francisco                               | San Francisco                  | [ 13 ] |
| William Wyler       | Az élnivágyó asszony                        | Dodsworth                      | [ 13 ] |
| 1937 (10. gála)     |                                             |                                |        |
| Leo McCarey         | Kár volt hazudni                            | The Awful Truth                | [ 14 ] |
| William Dieterle    | Zola élete                                  | The Life of Emile Zola         | [ 14 ] |
| Sidney Franklin     | Édes anyaföld                               | The Good Earth                 | [ 14 ] |
| Gregory La Cava     | Álomkapu                                    | Stage Door                     | [ 14 ] |
| William A. Wellman  | Csillag születik                            | A Star is Born                 | [ 14 ] |
| 1938 (11. gála)     |                                             |                                |        |
| Frank Capra         | Így élni jó                                 | You Can't Take It With You     | [ 15 ] |
| Kertész Mihály      | Mocskos arcú angyalok (A villamosszék felé) | Angels with Dirty Faces        | [ 15 ] |
| Kertész Mihály      | Négy lány                                   | Four Daughters                 | [ 15 ] |
| Norman Taurog       | A fiúk városa                               | Boys Town                      | [ 15 ] |
| King Vidor          | A citadella (Réztábla a kapu alatt)         | The Citadel                    | [ 15 ] |
| 1939 (12. gála)     |                                             |                                |        |
| Victor Fleming      | Elfújta a szél                              | Gone With the Wind             | [ 16 ] |
| Frank Capra         | Becsületből elégtelen                       | Mr. Smith Goes to Washington   | [ 16 ] |
| John Ford           | Hatosfogat                                  | Stagecoach                     | [ 16 ] |
| Sam Wood            | Isten vele, tanár úr!                       | Goodbye, Mr. Chips             | [ 16 ] |
| William Wyler       | Üvöltő szelek                               | Wuthering Heights              | [ 16 ] |

### 1940-es évek
| 1940 (13. gála)      |                                      |                                             |        |
| John Ford            | Érik a gyümölcs                      | The Grapes of Wrath                         | [ 17 ] |
| George Cukor         | Philadelphiai történet               | The Philadelphia Story                      | [ 17 ] |
| Alfred Hitchcock     | A Manderley-ház asszonya             | Rebecca                                     | [ 17 ] |
| Sam Wood             | Leánysors                            | Kitty Foyle: The Natural History of a Woman | [ 17 ] |
| William Wyler        | A levél                              | The Letter                                  | [ 17 ] |
| 1941 (14. gála)      |                                      |                                             |        |
| John Ford            | Hová lettél, drága völgyünk?         | How Green Was My Valley                     | [ 18 ] |
| Alexander Hall       |                                      | Here Comes Mr. Jordan                       | [ 18 ] |
| Howard Hawks         | York őrmester                        | Sergeant York                               | [ 18 ] |
| Orson Welles         | Aranypolgár                          | Citizen Kane                                | [ 18 ] |
| William Wyler        | A kis rókák                          | The Little Foxes                            | [ 18 ] |
| 1942 (15. gála)      |                                      |                                             |        |
| William Wyler        | Mrs. Miniver                         | Mrs. Miniver                                | [ 19 ] |
| John Farrow          |                                      | Wake Island                                 | [ 19 ] |
| Kertész Mihály       |                                      | Yankee Doodle Dandy                         | [ 19 ] |
| Mervyn LeRoy         | Megtalált évek                       | Random Harvest                              | [ 19 ] |
| Sam Wood             | Királyok sora                        | Kings Row                                   | [ 19 ] |
| 1943 (16. gála)      |                                      |                                             |        |
| Kertész Mihály       | Casablanca                           | Casablanca                                  | [ 20 ] |
| Clarence Brown       | Az élet komédiája (Emberi színjáték) | The Human Comedy                            | [ 20 ] |
| Henry King           | Bernadette                           | The Song of Bernadette                      | [ 20 ] |
| Ernst Lubitsch       |                                      | Heaven Can Wait                             | [ 20 ] |
| George Stevens       | Társbérlet                           | The More the Merrier                        | [ 20 ] |
| 1944 (17. gála)      |                                      |                                             |        |
| Leo McCarey          | A magam útját járom                  | Going My Way                                | [ 23 ] |
| Alfred Hitchcock     | Mentőcsónak                          | Lifeboat                                    | [ 23 ] |
| Henry King           | Wilson                               | Wilson                                      | [ 23 ] |
| Otto Preminger       | Valakit megöltek                     | Laura                                       | [ 23 ] |
| Billy Wilder         | Gyilkos vagyok                       | Double Indemnity                            | [ 23 ] |
| 1945 (18. gála)      |                                      |                                             |        |
| Billy Wilder         | Férfiszenvedély                      | The Lost Weekend                            | [ 23 ] |
| Clarence Brown       | A nagy derby                         | National Velvet                             | [ 23 ] |
| Alfred Hitchcock     | Elbűvölve                            | Spellbound                                  | [ 23 ] |
| Leo McCarey          | Szent Mary harangjai                 | The Bells of St. Mary’s                     | [ 23 ] |
| Jean Renoir          | A délvidéki (Mindennapi kenyerünk)   | The Southerner                              | [ 23 ] |
| 1946 (19. gála)      |                                      |                                             |        |
| William Wyler        | Életünk legszebb évei                | The Best Years of Our Lives                 | [ 24 ] |
| Clarence Brown       | Az őzgida                            | The Yearling                                | [ 24 ] |
| Frank Capra          | Az élet csodaszép                    | It’s a Wonderful Life                       | [ 24 ] |
| David Lean           | Késői találkozás                     | Brief Encounter                             | [ 24 ] |
| Robert Siodmak       | A gyilkosok                          | The Killers                                 | [ 24 ] |
| 1947 (20. gála)      |                                      |                                             |        |
| Elia Kazan           | Úri becsületszó                      | Gentleman’s Agreement                       | [ 25 ] |
| George Cukor         | Kettős élet                          | A Double Life                               | [ 25 ] |
| Edward Dmytryk       | Kereszttűz                           | Crossfire                                   | [ 25 ] |
| Henry Koster         | A püspök felesége                    | The Bishop’s Wife                           | [ 25 ] |
| David Lean           | Szép remények                        | Great Expectations                          | [ 25 ] |
| 1948 (21. gála)      |                                      |                                             |        |
| John Huston          | A Sierra Madre kincse                | The Treasure of the Sierra Madre            | [ 26 ] |
| Anatole Litvak       | Kígyóverem                           | The Snake Pit                               | [ 26 ] |
| Jean Negulesco       |                                      | Johnny Belinda                              | [ 26 ] |
| Laurence Olivier     | Hamlet                               | Hamlet                                      | [ 26 ] |
| Fred Zinnemann       |                                      | The Search                                  | [ 26 ] |
| 1949 (22. gála)      |                                      |                                             |        |
| Joseph L. Mankiewicz |                                      | A Letter to Three Wives                     | [ 27 ] |
| Carol Reed           | Ledőlt bálvány                       | The Fallen Idol                             | [ 27 ] |
| Robert Rossen        | A király összes embere               | All the King’s Men                          | [ 27 ] |
| William A. Wellman   | Csatatér                             | Battleground                                | [ 27 ] |
| William Wyler        | Az örökösnő                          | The Heiress                                 | [ 27 ] |

### 1950-es évek
| 1950 (23. gála)      |                                   |                                |        |
| Joseph L. Mankiewicz | Mindent Éváról                    | All About Eve                  | [ 28 ] |
| George Cukor         | Tegnap született                  | Born Yesterday                 | [ 28 ] |
| John Huston          | Aszfaltdzsungel                   | The Asphalt Jungle             | [ 28 ] |
| Carol Reed           | A harmadik ember                  | The Third Man                  | [ 28 ] |
| Billy Wilder         | Alkony sugárút                    | Sunset Blvd.                   | [ 28 ] |
| 1951 (24. gála)      |                                   |                                |        |
| George Stevens       | Egy hely a nap alatt              | A Place in the Sun             | [ 29 ] |
| John Huston          | Afrika királynője                 | The African Queen              | [ 29 ] |
| Elia Kazan           | A vágy villamosa                  | A Streetcar Named Desire       | [ 29 ] |
| Vincente Minnelli    | Egy amerikai Párizsban            | An American in Paris           | [ 29 ] |
| William Wyler        | Detektívtörténet                  | Detective Story                | [ 29 ] |
| 1952 (25. gála)      |                                   |                                |        |
| John Ford            | A nyugodt férfi                   | The Quiet Man                  | [ 30 ] |
| Cecil B. DeMille     | A földkerekség legnagyobb show-ja | The Greatest Show on Earth     | [ 30 ] |
| John Huston          | Moulin Rouge                      | Moulin Rouge                   | [ 30 ] |
| Joseph L. Mankiewicz | Öt ujj                            | 5 Fingers                      | [ 30 ] |
| Fred Zinnemann       | Délidő                            | High Noon                      | [ 30 ] |
| 1953 (26. gála)      |                                   |                                |        |
| Fred Zinnemann       | Most és mindörökké                | From Here to Eternity          | [ 31 ] |
| George Stevens       | Idegen a vadnyugaton              | Shane                          | [ 31 ] |
| Charles Walters      | Lili                              | Lili                           | [ 31 ] |
| Billy Wilder         | A 17-es fogolytábor               | Stalag 17                      | [ 31 ] |
| William Wyler        | Római vakáció                     | Roman Holiday                  | [ 31 ] |
| 1954 (27. gála)      |                                   |                                |        |
| Elia Kazan           | A rakparton                       | On the Waterfront              | [ 32 ] |
| Alfred Hitchcock     | Hátsó ablak                       | Rear Window                    | [ 32 ] |
| George Seaton        | A vidéki lány                     | The Country Girl               | [ 32 ] |
| William A. Wellman   | A gőgös                           | The High and the Mighty        | [ 32 ] |
| Billy Wilder         | Sabrina                           | Sabrina                        | [ 32 ] |
| 1955 (28. gála)      |                                   |                                |        |
| Delbert Mann         | Marty                             | Marty                          | [ 33 ] |
| Elia Kazan           | Édentől keletre                   | East of Eden                   | [ 33 ] |
| David Lean           | Velence, nyár, szerelem           | Summertime                     | [ 33 ] |
| Joshua Logan         | Piknik                            | Picnic                         | [ 33 ] |
| John Sturges         | Rossz nap Black Rocknál           | Bad Day at Black Rock          | [ 33 ] |
| 1956 (29. gála)      |                                   |                                |        |
| George Stevens       | Óriás                             | Giant                          | [ 34 ] |
| Michael Anderson     | 80 nap alatt a Föld körül         | Around the World in 80 Days    | [ 34 ] |
| Walter Lang          | Anna és a sziámi király           | The King and I                 | [ 34 ] |
| King Vidor           | Háború és béke                    | War and Peace                  | [ 34 ] |
| William Wyler        | Szemben az erőszakkal             | Friendly Persuasion            | [ 34 ] |
| 1957 (30. gála)      |                                   |                                |        |
| David Lean           | Híd a Kwai folyón                 | The Bridge on the River Kwai   | [ 35 ] |
| Joshua Logan         | Szajonara                         | Sayonara                       | [ 35 ] |
| Sidney Lumet         | Tizenkét dühös ember              | 12 Angry Men                   | [ 35 ] |
| Mark Robson          | Peyton Place                      | Peyton Place                   | [ 35 ] |
| Billy Wilder         | A vád tanúja                      | Witness for the Prosecution    | [ 35 ] |
| 1958 (31. gála)      |                                   |                                |        |
| Vincente Minnelli    | Gigi                              | Gigi                           | [ 36 ] |
| Richard Brooks       | Macska a forró bádogtetőn         | Cat on a Hot Tin Roof          | [ 36 ] |
| Stanley Kramer       | A megbilincseltek                 | The Defiant Ones               | [ 36 ] |
| Mark Robson          | A Hatodik Boldogság fogadója      | The Inn of the Sixth Happiness | [ 36 ] |
| Robert Wise          | Élni akarok!                      | I Want to Live!                | [ 36 ] |
| 1959 (32. gála)      |                                   |                                |        |
| William Wyler        | Ben-Hur                           | Ben-Hur                        | [ 37 ] |
| Jack Clayton         | Hely a tetőn                      | Room at the Top                | [ 37 ] |
| George Stevens       | Anna Frank naplója                | The Diary of Anne Frank        | [ 37 ] |
| Billy Wilder         | Van, aki forrón szereti           | Some Like it Hot               | [ 37 ] |
| Fred Zinnemann       | Egy apáca története               | The Nun’s Story                | [ 37 ] |

### 1960-as évek
| 1960 (33. gála)               |                                              |                                    |        |
| Billy Wilder                  | Legénylakás                                  | The Apartment                      | [ 38 ] |
| Jack Cardiff                  |                                              | Sons and Lovers                    | [ 38 ] |
| Jules Dassin                  | Vasárnap soha                                | Poté tin Kiriakí                   | [ 38 ] |
| Alfred Hitchcock              | Psycho                                       | Psycho                             | [ 38 ] |
| Fred Zinnemann                | Csavargók                                    | The Sundowners                     | [ 38 ] |
| 1961 (34. gála)               |                                              |                                    |        |
| Robert Wise és Jerome Robbins | West Side Story                              | West Side Story                    | [ 41 ] |
| Federico Fellini              | Az édes élet                                 | La Dolce Vita                      | [ 41 ] |
| Stanley Kramer                | Ítélet Nürnbergben                           | Judgment at Nuremberg              | [ 41 ] |
|                               |                                              |                                    | [ 41 ] |
| Robert Rossen                 | A svindler                                   | The Hustler                        | [ 41 ] |
| J. Lee Thompson               | Navarone ágyúi                               | The Guns of Navarone               | [ 41 ] |
| 1962 (35. gála)               |                                              |                                    |        |
| David Lean                    | Arábiai Lawrence                             | Lawrence of Arabia                 | [ 42 ] |
| Pietro Germi                  | Válás olasz módra                            | Divorzio all'italiana              | [ 42 ] |
| Robert Mulligan               | Ne bántsátok a feketerigót!                  | To Kill a Mockingbird              | [ 42 ] |
| Arthur Penn                   | A csodatevő                                  | The Miracle Worker                 | [ 42 ] |
| Frank Perry                   | David és Lisa                                | David and Lisa                     | [ 42 ] |
| 1963 (36. gála)               |                                              |                                    |        |
| Tony Richardson               | Tom Jones                                    | Tom Jones                          | [ 43 ] |
| Federico Fellini              | 8½                                           | 8½                                 | [ 43 ] |
| Elia Kazan                    | Amerika, Amerika                             | America, America                   | [ 43 ] |
| Otto Preminger                | A kardinális                                 | The Cardinal                       | [ 43 ] |
| Martin Ritt                   | Hud                                          | Hud                                | [ 43 ] |
| 1964 (37. gála)               |                                              |                                    |        |
| George Cukor                  | My Fair Lady                                 | My Fair Lady                       | [ 44 ] |
| Peter Glenville               | Becket                                       | Becket                             | [ 44 ] |
| Mihálisz Kakojánisz           | Zorba, a görög                               | Alexis Zorbas                      | [ 44 ] |
| Stanley Kubrick               | Dr. Strangelove, avagy rájöttem…             | Dr. Strangelove                    | [ 44 ] |
| Robert Stevenson              | Mary Poppins                                 | Mary Poppins                       | [ 44 ] |
| 1965 (38. gála)               |                                              |                                    |        |
| Robert Wise                   | A muzsika hangja                             | The Sound of Music                 | [ 45 ] |
| David Lean                    | Doktor Zsivágó                               | Doctor Zhivago                     | [ 45 ] |
| John Schlesinger              | Darling                                      | Darling                            | [ 45 ] |
| Teshigahara Hiroshi           | A homok asszonya                             | Suna no onna                       | [ 45 ] |
| William Wyler                 | A lepkegyűjtő                                | The Collector                      | [ 45 ] |
| 1966 (39. gála)               |                                              |                                    |        |
| Fred Zinnemann                | Egy ember az örökkévalóságnak                | A Man for All Seasons              | [ 46 ] |
| Michelangelo Antonioni        | Nagyítás                                     | Blowup                             | [ 46 ] |
| Richard Brooks                | Szerencsevadászok                            | The Professionals                  | [ 46 ] |
| Claude Lelouch                | Egy férfi és egy nő                          | Un homme et une femme              | [ 46 ] |
| Mike Nichols                  | Nem félünk a farkastól                       | Who's Afraid of Virginia Woolf?    | [ 46 ] |
| 1967 (40. gála)               |                                              |                                    |        |
| Mike Nichols                  | Diploma előtt                                | The Graduate                       | [ 47 ] |
| Richard Brooks                | Hidegvérrel                                  | In Cold Blood                      | [ 47 ] |
| Norman Jewison                | Forró éjszakában                             | In the Heat of the Night           | [ 47 ] |
| Stanley Kramer                | Találd ki, ki jön vacsorára!                 | Guess Who's Coming to Dinner       | [ 47 ] |
| Arthur Penn                   | Bonnie és Clyde                              | Bonnie and Clyde                   | [ 47 ] |
| 1968 (41. gála)               |                                              |                                    |        |
| Carol Reed                    | Olivér                                       | Oliver!                            | [ 48 ] |
| Anthony Harvey                | Az oroszlán télen                            | The Lion in Winter                 | [ 48 ] |
| Stanley Kubrick               | 2001: Űrodüsszeia                            | 2001: A Space Odyssey              | [ 48 ] |
| Gillo Pontecorvo              | Az algíri csata                              | La battaglia di Algeri             | [ 48 ] |
| Franco Zeffirelli             | Rómeó és Júlia                               | Romeo e Giulietta                  | [ 48 ] |
| 1969 (42. gála)               |                                              |                                    |        |
| John Schlesinger              | Éjféli cowboy                                | Midnight Cowboy                    | [ 49 ] |
| Costa-Gavras                  | Z, avagy egy politikai gyilkosság anatómiája | Z                                  | [ 49 ] |
| George Roy Hill               | Butch Cassidy és a Sundance kölyök           | Butch Cassidy and the Sundance Kid | [ 49 ] |
| Arthur Penn                   | Alice étterme                                | Alice's Restaurant                 | [ 49 ] |
| Sydney Pollack                | A lovakat lelövik, ugye?                     | They Shoot Horses, Don't They?     | [ 49 ] |

### 1970-es évek
| 1970 (43. gála)       |                                    |                                    |        |
| Franklin J. Schaffner | A tábornok                         | Patton                             | [ 50 ] |
| Robert Altman         | MASH                               | M*A*S*H                            | [ 50 ] |
| Federico Fellini      | Fellini-Satyricon                  | Fellini Satyricon                  | [ 50 ] |
| Arthur Hiller         | Love Story                         | Love Story                         | [ 50 ] |
| Ken Russell           | Szerelmes asszonyok                | Women in Love                      | [ 50 ] |
| 1971 (44. gála)       |                                    |                                    |        |
| William Friedkin      | Francia kapcsolat                  | The French Connection              | [ 51 ] |
| Peter Bogdanovich     | Az utolsó mozielőadás              | The Last Picture Show              | [ 51 ] |
| Norman Jewison        | Hegedűs a háztetőn                 | Fiddler on the Roof                | [ 51 ] |
| Stanley Kubrick       | Mechanikus narancs                 | A Clockwork Orange                 | [ 51 ] |
| John Schlesinger      | Átkozott vasárnap                  | Sunday Bloody Sunday               | [ 51 ] |
| 1972 (45. gála)       |                                    |                                    |        |
| Bob Fosse             | Kabaré                             | Cabaret                            | [ 52 ] |
| John Boorman          | Gyilkos túra                       | Deliverance                        | [ 52 ] |
| Francis Ford Coppola  | A Keresztapa                       | The Godfather                      | [ 52 ] |
| Joseph L. Mankiewicz  | A mesterdetektív                   | Sleuth                             | [ 52 ] |
| Jan Troell            | Kivándorlók                        | The Emigrants                      | [ 52 ] |
| 1973 (46. gála)       |                                    |                                    |        |
| George Roy Hill       | A nagy balhé                       | The Sting                          | [ 53 ] |
| Ingmar Bergman        | Suttogások és sikolyok             | Cries and Whispers                 | [ 53 ] |
| Bernardo Bertolucci   | Utolsó tangó Párizsban             | Last Tango in Paris                | [ 53 ] |
| William Friedkin      | Az ördögűző                        | The Exorcist                       | [ 53 ] |
| George Lucas          | American Graffiti                  | American Graffiti                  | [ 53 ] |
| 1974 (47. gála)       |                                    |                                    |        |
| Francis Ford Coppola  | A Keresztapa II.                   | The Godfather Part II              | [ 54 ] |
| John Cassavetes       | Egy hatás alatt álló nő            | A Woman Under the Influence        | [ 54 ] |
| Bob Fosse             | Lenny                              | Lenny                              | [ 54 ] |
| Roman Polański        | Kínai negyed                       | Chinatown                          | [ 54 ] |
| François Truffaut     | Amerikai éjszaka                   | La nuit américaine                 | [ 54 ] |
| 1975 (48. gála)       |                                    |                                    |        |
| Miloš Forman          | Száll a kakukk fészkére            | One Flew Over the Cuckoo's Nest    | [ 55 ] |
| Robert Altman         | Nashville                          | Nashville                          | [ 55 ] |
| Federico Fellini      | Amarcord                           | Amarcord                           | [ 55 ] |
| Stanley Kubrick       | Barry Lyndon                       | Barry Lyndon                       | [ 55 ] |
| Sidney Lumet          | Kánikulai délután                  | Dog Day Afternoon                  | [ 55 ] |
| 1976 (49. gála)       |                                    |                                    |        |
| John G. Avildsen      | Rocky                              | Rocky                              | [ 56 ] |
| Ingmar Bergman        | Színről színre                     | Ansikte mot ansikte                | [ 56 ] |
| Sidney Lumet          | Hálózat                            | Network                            | [ 56 ] |
| Alan J. Pakula        | Az elnök emberei                   | All the President's Men            | [ 56 ] |
| Lina Wertmüller       | Hétszépségű Pasqualino             | Seven Beauties                     | [ 56 ] |
| 1977 (50. gála)       |                                    |                                    |        |
| Woody Allen           | Annie Hall                         | Annie Hall                         | [ 57 ] |
| George Lucas          | Star Wars IV. rész – Egy új remény | Star Wars                          | [ 57 ] |
| Herbert Ross          | Fordulópont                        | The Turning Point                  | [ 57 ] |
| Steven Spielberg      | Harmadik típusú találkozások       | Close Encounters of the Third Kind | [ 57 ] |
| Fred Zinnemann        | Júlia                              | Julia                              | [ 57 ] |
| 1978 (51. gála)       |                                    |                                    |        |
| Michael Cimino        | A szarvasvadász                    | The Deer Hunter                    | [ 58 ] |
| Woody Allen           | Vívódások                          | Interiors                          | [ 58 ] |
| Hal Ashby             | Hazatérés                          | Coming Home                        | [ 58 ] |
| Warren Beatty         | Ép testben épp, hogy élek          | Heaven Can Wait                    | [ 58 ] |
| Buck Henry            | Ép testben épp, hogy élek          | Heaven Can Wait                    | [ 58 ] |
| Alan Parker           | Éjféli expressz                    | Midnight Express                   | [ 58 ] |
| 1979 (52. gála)       |                                    |                                    |        |
| Robert Benton         | Kramer kontra Kramer               | Kramer vs. Kramer                  | [ 59 ] |
| Francis Ford Coppola  | Apokalipszis most                  | Apocalypse Now                     | [ 59 ] |
| Bob Fosse             | Mindhalálig zene                   | All That Jazz                      | [ 59 ] |
| Édouard Molinaro      | Őrült nők ketrece                  | La Cage aux Folles                 | [ 59 ] |
| Peter Yates           | Start két keréken                  | Breaking Away                      | [ 59 ] |

### 1980-as évek
| 1980 (53. gála)      |                                       |                               |        |
| Robert Redford       | Átlagemberek                          | Ordinary People               | [ 60 ] |
| David Lynch          | Az elefántember                       | The Elephant Man              | [ 60 ] |
| Roman Polański       | Egy tiszta nő                         | Tess                          | [ 60 ] |
| Richard Rush         | A kaszkadőr                           | The Stunt Man                 | [ 60 ] |
| Martin Scorsese      | Dühöngő bika                          | Raging Bull                   | [ 60 ] |
| 1981 (54. gála)      |                                       |                               |        |
| Warren Beatty        | Vörösök                               | Reds                          | [ 61 ] |
| Hugh Hudson          | Tűzszekerek                           | Chariots of Fire              | [ 61 ] |
| Louis Malle          | Atlantic City                         | Atlantic City                 | [ 61 ] |
| Mark Rydell          | Az aranytó                            | On Golden Pond                | [ 61 ] |
| Steven Spielberg     | Az elveszett frigyláda fosztogatói    | Raiders of the Lost Ark       | [ 61 ] |
| 1982 (55. gála)      |                                       |                               |        |
| Richard Attenborough | Gandhi                                | Gandhi                        | [ 62 ] |
| Sidney Lumet         | Az ítélet                             | The Verdict                   | [ 62 ] |
| Wolfgang Petersen    | A tengeralattjáró                     | Das Boot                      | [ 62 ] |
| Sydney Pollack       | Aranyoskám                            | Tootsie                       | [ 62 ] |
| Steven Spielberg     | E. T., a földönkívüli                 | E.T. the Extra-Terrestrial    | [ 62 ] |
| 1983 (56. gála)      |                                       |                               |        |
| James L. Brooks      | Becéző szavak                         | Terms of Endearment           | [ 63 ] |
| Bruce Beresford      | Az Úr kegyelméből                     | Tender Mercies                | [ 63 ] |
| Ingmar Bergman       | Fanny és Alexander                    | Fanny and Alexander           | [ 63 ] |
| Mike Nichols         | Silkwood                              | Silkwood                      | [ 63 ] |
| Peter Yates          | Az öltöztető                          | The Dresser                   | [ 63 ] |
| 1984 (57. gála)      |                                       |                               |        |
| Miloš Forman         | Amadeus                               | Amadeus                       | [ 64 ] |
| Woody Allen          | Broadway Danny Rose                   | Broadway Danny Rose           | [ 64 ] |
| Robert Benton        | Hely a szívemben                      | Places in the Heart           | [ 64 ] |
| Roland Joffé         | Gyilkos mezők                         | The Killing Fields            | [ 64 ] |
| David Lean           | Út Indiába                            | A Passage to India            | [ 64 ] |
| 1985 (58. gála)      |                                       |                               |        |
| Sydney Pollack       | Távol Afrikától                       | Out of Africa                 | [ 65 ] |
| Hector Babenco       | A pókasszony csókja                   | Kiss of the Spider Woman      | [ 65 ] |
| John Huston          | A Prizzik becsülete                   | Prizzi's Honor                | [ 65 ] |
| Kuroszava Akira      | Ran – Káosz                           | Ran                           | [ 65 ] |
| Peter Weir           | A kis szemtanú                        | Witness                       | [ 65 ] |
| 1986 (59. gála)      |                                       |                               |        |
| Oliver Stone         | A szakasz                             | Platoon                       | [ 66 ] |
| Woody Allen          | Hannah és nővérei                     | Hannah and Her Sisters        | [ 66 ] |
| James Ivory          | Szoba kilátással                      | A Room with a View            | [ 66 ] |
| Roland Joffé         | A misszió                             | The Mission                   | [ 66 ] |
| David Lynch          | Kék bársony                           | Blue Velvet                   | [ 66 ] |
| 1987 (60. gála)      |                                       |                               |        |
| Bernardo Bertolucci  | Az utolsó császár                     | The Last Emperor              | [ 67 ] |
| John Boorman         | Remény és dicsőség                    | Hope and Glory                | [ 67 ] |
| Lasse Hallström      | Kutyasors                             | Mitt liv som hund             | [ 67 ] |
| Norman Jewison       | Holdkórosok                           | Moonstruck                    | [ 67 ] |
| Adrian Lyne          | Végzetes vonzerő                      | Fatal Attraction              | [ 67 ] |
| 1988 (61. gála)      |                                       |                               |        |
| Barry Levinson       | Esőember                              | Rain Man                      | [ 68 ] |
| Charles Crichton     | A hal neve: Wanda                     | A Fish Called Wanda           | [ 68 ] |
| Mike Nichols         | Dolgozó lány                          | Working Girl                  | [ 68 ] |
| Martin Scorsese      | Krisztus utolsó megkísértése          | The Last Temptation of Christ | [ 68 ] |
| Alan Parker          | Lángoló Mississippi                   | Mississippi Burning           | [ 68 ] |
| 1989 (62. gála)      |                                       |                               |        |
| Oliver Stone         | Született július 4-én                 | Born on the Fourth of July    | [ 69 ] |
| Woody Allen          | Bűnök és vétkek                       | Crimes and Misdemeanors       | [ 69 ] |
| Kenneth Branagh      | V. Henrik                             | Henry V                       | [ 69 ] |
| Jim Sheridan         | A bal lábam – Christy Brown története | My Left Foot                  | [ 69 ] |
| Peter Weir           | Holt költők társasága                 | Dead Poets Society            | [ 69 ] |

### 1990-es évek
| 1990 (63. gála)      |                           |                            |        |
| Kevin Costner        | Farkasokkal táncoló       | Dances with Wolves         | [ 70 ] |
| Francis Ford Coppola | A Keresztapa III.         | The Godfather Part III     | [ 70 ] |
| Stephen Frears       | Svindlerek                | The Grifters               | [ 70 ] |
| Barbet Schroeder     | A szerencse forgandó      | Reversal of Fortune        | [ 70 ] |
| Martin Scorsese      | Nagymenők                 | Goodfellas                 | [ 70 ] |
| 1991 (64. gála)      |                           |                            |        |
| Jonathan Demme       | A bárányok hallgatnak     | The Silence of the Lambs   | [ 71 ] |
| Barry Levinson       | Bugsy                     | Bugsy                      | [ 71 ] |
| Ridley Scott         | Thelma és Louise          | Thelma & Louise            | [ 71 ] |
| John Singleton       | Fekete vidék              | Boyz n the Hood            | [ 71 ] |
| Oliver Stone         | JFK – A nyitott dosszié   | JFK                        | [ 71 ] |
| 1992 (65. gála)      |                           |                            |        |
| Clint Eastwood       | Nincs bocsánat            | Unforgiven                 | [ 72 ] |
| Robert Altman        | A játékos                 | The Player                 | [ 72 ] |
| Martin Brest         | Egy asszony illata        | Scent of a Woman           | [ 72 ] |
| James Ivory          | Szellem a házban          | Howards End                | [ 72 ] |
| Neil Jordan          | Síró játék                | The Crying Game            | [ 72 ] |
| 1993 (66. gála)      |                           |                            |        |
| Steven Spielberg     | Schindler listája         | Schindler's List           | [ 73 ] |
| Robert Altman        | Rövidre vágva             | Short Cuts                 | [ 73 ] |
| Jane Campion         | Zongoralecke              | The Piano                  | [ 73 ] |
| James Ivory          | Napok romjai              | The Remains of the Day     | [ 73 ] |
| Jim Sheridan         | Apám nevében              | In the Name of the Father  | [ 73 ] |
| 1994 (67. gála)      |                           |                            |        |
| Robert Zemeckis      | Forrest Gump              | Forrest Gump               | [ 74 ] |
| Woody Allen          | Lövések a Broadwayn       | Bullets over Broadway      | [ 74 ] |
| Krzysztof Kieślowski | Három szín: Piros         | Three Colours: Red         | [ 74 ] |
| Robert Redford       | Kvíz Show                 | Quiz Show                  | [ 74 ] |
| Quentin Tarantino    | Ponyvaregény              | Pulp Fiction               | [ 74 ] |
| 1995 (68. gála)      |                           |                            |        |
| Mel Gibson           | A rettenthetetlen         | Braveheart                 | [ 75 ] |
| Mike Figgis          | Las Vegas, végállomás     | Leaving Las Vegas          | [ 75 ] |
| Chris Noonan         | Babe                      | Babe                       | [ 75 ] |
| Michael Radford      | Neruda postása            | Il Postino: The Postman    | [ 75 ] |
| Tim Robbins          | Ments meg, Uram!          | Dead Man Walking           | [ 75 ] |
| 1996 (69. gála)      |                           |                            |        |
| Anthony Minghella    | Az angol beteg            | The English Patient        | [ 76 ] |
| Joel Coen            | Fargo                     | Fargo                      | [ 76 ] |
| Miloš Forman         | Larry Flynt, a provokátor | The People vs. Larry Flynt | [ 76 ] |
| Scott Hicks          | Ragyogj!                  | Shine                      | [ 76 ] |
| Mike Leigh           | Titkok és hazugságok      | Secrets & Lies             | [ 76 ] |
| 1997 (70. gála)      |                           |                            |        |
| James Cameron        | Titanic                   | Titanic                    | [ 77 ] |
| Peter Cattaneo       | Alul semmi                | The Full Monty             | [ 77 ] |
| Atom Egoyan          | Eljövendő szép napok      | The Sweet Hereafter        | [ 77 ] |
| Curtis Hanson        | Szigorúan bizalmas        | L.A. Confidential          | [ 77 ] |
| Gus Van Sant         | Good Will Hunting         | Good Will Hunting          | [ 77 ] |
| 1998 (71. gála)      |                           |                            |        |
| Steven Spielberg     | Ryan közlegény megmentése | Saving Private Ryan        | [ 78 ] |
| Roberto Benigni      | Az élet szép              | La vita è bella            | [ 78 ] |
| John Madden          | Szerelmes Shakespeare     | Shakespeare in Love        | [ 78 ] |
| Terrence Malick      | Az őrület határán         | The Thin Red Line          | [ 78 ] |
| Peter Weir           | Truman Show               | The Truman Show            | [ 78 ] |
| 1999 (72. gála)      |                           |                            |        |
| Sam Mendes           | Amerikai szépség          | American Beauty            | [ 79 ] |
| Lasse Hallström      | Árvák hercege             | The Cider House Rules      | [ 79 ] |
| Spike Jonze          | A John Malkovich menet    | Being John Malkovich       | [ 79 ] |
| Michael Mann         | A bennfentes              | The Insider                | [ 79 ] |
| M. Night Shyamalan   | Hatodik érzék             | The Sixth Sense            | [ 79 ] |

### 2000-es évek
| 2000 (73. gála)             |                                           |                                                   |        |
| Steven Soderbergh           | Traffic                                   | Traffic                                           | [ 80 ] |
| Stephen Daldry              | Billy Elliot                              | Billy Elliot                                      | [ 80 ] |
| Ang Lee                     | Tigris és sárkány                         | Crouching Tiger, Hidden Dragon                    | [ 80 ] |
| Ridley Scott                | Gladiátor                                 | Gladiator                                         | [ 80 ] |
| Steven Soderbergh           | Erin Brockovich – Zűrös természet         | Erin Brockovich                                   | [ 80 ] |
| 2001 (74. gála)             |                                           |                                                   |        |
| Ron Howard                  | Egy csodálatos elme                       | A Beautiful Mind                                  | [ 81 ] |
| Robert Altman               | Gosford Park                              | Gosford Park                                      | [ 81 ] |
| Peter Jackson               | A gyűrűk ura: A gyűrű szövetsége          | The Lord of the Rings: The Fellowship of the Ring | [ 81 ] |
| David Lynch                 | Mulholland Drive – A sötétség útja        | Mulholland Drive                                  | [ 81 ] |
| Ridley Scott                | A Sólyom végveszélyben                    | Black Hawk Down                                   | [ 81 ] |
| 2002 (75. gála)             |                                           |                                                   |        |
| Roman Polański              | A zongorista                              | The Pianist                                       | [ 82 ] |
| Pedro Almodóvar             | Beszélj hozzá                             | Talk to Her                                       | [ 82 ] |
| Stephen Daldry              | Az órák                                   | The Hours                                         | [ 82 ] |
| Rob Marshall                | Chicago                                   | Chicago                                           | [ 82 ] |
| Martin Scorsese             | New York bandái                           | Gangs of New York                                 | [ 82 ] |
| 2003 (76. gála)             |                                           |                                                   |        |
| Peter Jackson               | A Gyűrűk Ura: A király visszatér          | The Lord of the Rings: The Return of the King     | [ 83 ] |
| Sofia Coppola               | Elveszett jelentés                        | Lost in Translation                               | [ 83 ] |
| Clint Eastwood              | Titokzatos folyó                          | Mystic River                                      | [ 83 ] |
| Fernando Meirelles          | Isten városa                              | City of God                                       | [ 83 ] |
| Peter Weir                  | Kapitány és katona: A világ túlsó oldalán | Master and Commander: The Far Side of the World   | [ 83 ] |
| 2004 (77. gála)             |                                           |                                                   |        |
| Clint Eastwood              | Millió dolláros bébi                      | Million Dollar Baby                               | [ 84 ] |
| Taylor Hackford             | Ray                                       | Ray                                               | [ 84 ] |
| Mike Leigh                  | Vera Drake                                | Vera Drake                                        | [ 84 ] |
| Alexander Payne             | Kerülőutak                                | Sideways                                          | [ 84 ] |
| Martin Scorsese             | Aviátor                                   | The Aviator                                       | [ 84 ] |
| 2005 (78. gála)             |                                           |                                                   |        |
| Ang Lee                     | Brokeback Mountain – Túl a barátságon     | Brokeback Mountain                                | [ 85 ] |
| George Clooney              | Jó estét, jó szerencsét!                  | Good Night, and Good Luck.                        | [ 85 ] |
| Paul Haggis                 | Ütközések                                 | Crash                                             | [ 85 ] |
| Bennett Miller              | Capote                                    | Capote                                            | [ 85 ] |
| Steven Spielberg            | München                                   | Munich                                            | [ 85 ] |
| 2006 (79. gála)             |                                           |                                                   |        |
| Martin Scorsese             | A tégla                                   | The Departed                                      | [ 86 ] |
| Clint Eastwood              | Levelek Ivo Dzsimáról                     | Letters from Iwo Jima                             | [ 86 ] |
| Stephen Frears              | A királynő                                | The Queen                                         | [ 86 ] |
| Paul Greengrass             | A United 93-as                            | United 93                                         | [ 86 ] |
| Alejandro González Iñárritu | Bábel                                     | Babel                                             | [ 86 ] |
| 2007 (80. gála)             |                                           |                                                   |        |
| Joel és Ethan Coen          | Nem vénnek való vidék                     | No Country for Old Men                            | [ 87 ] |
| Paul Thomas Anderson        | Vérző olaj                                | There Will Be Blood                               | [ 87 ] |
| Tony Gilroy                 | Michael Clayton                           | Michael Clayton                                   | [ 87 ] |
| Jason Reitman               | Juno                                      | Juno                                              | [ 87 ] |
| Julian Schnabel             | Szkafander és pillangó                    | The Diving Bell and the Butterfly                 | [ 87 ] |
| 2008 (81. gála)             |                                           |                                                   |        |
| Danny Boyle                 | Gettómilliomos                            | Slumdog Millionaire                               | [ 88 ] |
| Stephen Daldry              | A felolvasó                               | The Reader                                        | [ 88 ] |
| David Fincher               | Benjamin Button különös élete             | The Curious Case of Benjamin Button               | [ 88 ] |
| Ron Howard                  | Frost/Nixon                               | Frost/Nixon                                       | [ 88 ] |
| Gus Van Sant                | Milk                                      | Milk                                              | [ 88 ] |
| 2009 (82. gála)             |                                           |                                                   |        |
| Kathryn Bigelow             | A bombák földjén                          | The Hurt Locker                                   | [ 89 ] |
| James Cameron               | Avatar                                    | Avatar                                            | [ 89 ] |
| Lee Daniels                 | Precious – A boldogság ára                | Precious                                          | [ 89 ] |
| Jason Reitman               | Egek ura                                  | Up in the Air                                     | [ 89 ] |
| Quentin Tarantino           | Becstelen brigantyk                       | Inglourious Basterds                              | [ 89 ] |

### 2010-es évek
| 2010 (83. gála)             |                                          |                                                 |        |
| Tom Hooper                  | A király beszéde                         | The King's Speech                               | [ 90 ] |
| Darren Aronofsky            | Fekete hattyú                            | Black Swan                                      | [ 90 ] |
| Joel és Ethan Coen          | A félszemű                               | True Grit                                       | [ 90 ] |
| David Fincher               | Social Network – A közösségi háló        | The Social Network                              | [ 90 ] |
| David O. Russell            | A harcos                                 | The Fighter                                     | [ 90 ] |
| 2011 (84. gála)             |                                          |                                                 |        |
| Michel Hazanavicius         | The Artist – A némafilmes                | The Artist                                      | [ 91 ] |
| Woody Allen                 | Éjfélkor Párizsban                       | Midnight in Paris                               | [ 91 ] |
| Terrence Malick             | Az élet fája                             | The Tree of Life                                | [ 91 ] |
| Alexander Payne             | Utódok                                   | The Descendants                                 | [ 91 ] |
| Martin Scorsese             | A leleményes Hugo                        | Hugo                                            | [ 91 ] |
| 2012 (85. gála)             |                                          |                                                 |        |
| Ang Lee                     | Pi élete                                 | Life of Pi                                      | [ 92 ] |
| Michael Haneke              | Szerelem                                 | Amour                                           | [ 92 ] |
| David O. Russell            | Napos oldal                              | Silver Linings Playbook                         | [ 92 ] |
| Steven Spielberg            | Lincoln                                  | Lincoln                                         | [ 92 ] |
| Benh Zeitlin                | A messzi dél vadjai                      | Beasts of the Southern Wild                     | [ 92 ] |
| 2013 (86. gála)             |                                          |                                                 |        |
| Alfonso Cuarón              | Gravitáció                               | Gravity                                         | [ 93 ] |
| Steve McQueen               | 12 év rabszolgaság                       | 12 Years a Slave                                | [ 93 ] |
| David O. Russell            | Amerikai botrány                         | American Hustle                                 | [ 93 ] |
| Martin Scorsese             | A Wall Street farkasa                    | The Wolf of Wall Street                         | [ 93 ] |
| Alexander Payne             | Nebraska                                 | Nebraska                                        | [ 93 ] |
| 2014 (87. gála)             |                                          |                                                 |        |
| Alejandro González Iñárritu | Birdman avagy (A mellőzés meglepő ereje) | Birdman or (The Unexpected Virtue of Ignorance) | [ 94 ] |
| Wes Anderson                | A Grand Budapest Hotel                   | The Grand Budapest Hotel                        | [ 94 ] |
| Richard Linklater           | Sráckor                                  | Boyhood                                         | [ 94 ] |
| Bennett Miller              | Foxcatcher                               | Foxcatcher                                      | [ 94 ] |
| Morten Tyldum               | Kódjátszma                               | The Imitation Game                              | [ 94 ] |
| 2015 (88. gála)             |                                          |                                                 |        |
| Alejandro González Iñárritu | A visszatérő                             | The Revenant                                    | [ 95 ] |
| Lenny Abrahamson            | A szoba                                  | Room                                            | [ 95 ] |
| Tom McCarthy                | Spotlight – Egy nyomozás részletei       | Spotlight                                       | [ 95 ] |
| Adam McKay                  | A nagy dobás                             | The Big Short                                   | [ 95 ] |
| George Miller               | Mad Max – A harag útja                   | Mad Max: Fury Road                              | [ 95 ] |
| 2016 (89. gála)             |                                          |                                                 |        |
| Damien Chazelle             | Kaliforniai álom                         | La La Land                                      | [ 96 ] |
| Mel Gibson                  | A fegyvertelen katona                    | Hacksaw Ridge                                   | [ 96 ] |
| Barry Jenkins               | Holdfény                                 | Moonlight                                       | [ 96 ] |
| Kenneth Lonergan            | A régi város                             | Manchester by the Sea                           | [ 96 ] |
| Denis Villeneuve            | Érkezés                                  | Arrival                                         | [ 96 ] |
| 2017 (90. gála)             |                                          |                                                 |        |
| Guillermo del Toro          | A víz érintése                           | The Shape of Water                              | [ 97 ] |
| Paul Thomas Anderson        | Fantomszál                               | Phantom Thread                                  | [ 97 ] |
| Greta Gerwig                | Lady Bird                                | Lady Bird                                       | [ 97 ] |
| Christopher Nolan           | Dunkirk                                  | Dunkirk                                         | [ 97 ] |
| Jordan Peele                | Tűnj el!                                 | Get Out                                         | [ 97 ] |
| 2018 (91. gála)             |                                          |                                                 |        |
| Alfonso Cuarón              | Roma                                     | Roma                                            | [ 98 ] |
| Jórgosz Lánthimosz          | A kedvenc                                | The Favourite                                   | [ 98 ] |
| Spike Lee                   | Csuklyások – BlacKkKlansman              | BlacKkKlansman                                  | [ 98 ] |
| Adam McKay                  | Alelnök                                  | Vice                                            | [ 98 ] |
| Paweł Pawlikowski           | Hidegháború                              | Cold War                                        | [ 98 ] |
| 2019 (92. gála)             |                                          |                                                 |        |
| Pong Dzsunho                | Élősködők                                | Parasite                                        | [ 99 ] |
| Sam Mendes                  | 1917                                     | 1917                                            | [ 99 ] |
| Todd Phillips               | Joker                                    | Joker                                           | [ 99 ] |
| Martin Scorsese             | Az ír                                    | The Irishman                                    | [ 99 ] |
| Quentin Tarantino           | Volt egyszer egy Hollywood               | Once Upon a Time in Hollywood                   | [ 99 ] |

### 2020-as évek
| 2020 / 2021 (93. gála)          |                               |                                   |         |
| Chloé Zhao                      | A nomádok földje              | Nomadland                         | [ 101 ] |
| Lee Isaac Chung                 | Minari – A családom története | Minari                            | [ 101 ] |
| Emerald Fennell                 | Ígéretes fiatal nő            | Promising Young Woman             | [ 101 ] |
| David Fincher                   | Mank                          | Mank                              | [ 101 ] |
| Thomas Vinterberg               | Még egy kört mindenkinek      | Druk                              | [ 101 ] |
| 2021 (94. gála)                 |                               |                                   |         |
| Jane Campion                    | A kutya karmai közt           | The Power of the Dog              | [ 102 ] |
| Paul Thomas Anderson            | Licorice Pizza                | Licorice Pizza                    | [ 102 ] |
| Kenneth Branagh                 | Belfast                       | Belfast                           | [ 102 ] |
| Hamagucsi Rjúszuke              | Vezess helyettem              | Doraibu mai ká                    | [ 102 ] |
| Steven Spielberg                | West Side Story               | West Side Story                   | [ 102 ] |
| 2022 (95. gála)                 |                               |                                   |         |
| Daniel Kwan és Daniel Scheinert | Minden, mindenhol, mindenkor  | Everything Everywhere All at Once | [ 103 ] |
| Todd Field                      | Tár                           | Tár                               | [ 103 ] |
| Martin McDonagh                 | A sziget szellemei            | The Banshees of Inisherin         | [ 103 ] |
| Ruben Östlund                   | A szomorúság háromszöge       | Triangle of Sadness               | [ 103 ] |
| Steven Spielberg                | A Fabelman család             | The Fabelmans                     | [ 103 ] |
| 2023 (96. gála)                 |                               |                                   |         |
| Christopher Nolan               | Oppenheimer                   | Oppenheimer                       | [ 104 ] |
| Jonathan Glazer                 | Érdekvédelmi terület          | The Zone of Interest              | [ 104 ] |
| Jórgosz Lánthimosz              | Szegény párák                 | Poor Things                       | [ 104 ] |
| Martin Scorsese                 | Megfojtott virágok            | Killers of the Flower Moon        | [ 104 ] |
| Justine Triet                   | Egy zuhanás anatómiája        | Anatomy of a Fall                 | [ 104 ] |
| 2024 (97. gála)                 |                               |                                   |         |
| Sean Baker                      | Anora                         | Anora                             | [ 105 ] |
| Jacques Audiard                 | Emilia Pérez                  | Emilia Pérez                      | [ 105 ] |
| Brady Corbet                    | A brutalista                  | The Brutalist                     | [ 105 ] |
| Coralie Fargeat                 | A szer                        | The Substance                     | [ 105 ] |
| James Mangold                   | Sehol se otthon               | A Complete Unknown                | [ 105 ] |